# Taisuke Muramatsu
Taisuke Muramatsu (村松 大輔?, Muramatsu Taisuke; Shizuoka, 16 dicembre 1989) è un ex calciatore giapponese, di ruolo difensore.

## Statistiche

### Cronologia presenze in Nazionale
| Cronologia completa delle presenze e delle reti in nazionale ― Giappone olimpica | Cronologia completa delle presenze e delle reti in nazionale ― Giappone olimpica | Cronologia completa delle presenze e delle reti in nazionale ― Giappone olimpica | Cronologia completa delle presenze e delle reti in nazionale ― Giappone olimpica | Cronologia completa delle presenze e delle reti in nazionale ― Giappone olimpica | Cronologia completa delle presenze e delle reti in nazionale ― Giappone olimpica | Cronologia completa delle presenze e delle reti in nazionale ― Giappone olimpica | Cronologia completa delle presenze e delle reti in nazionale ― Giappone olimpica |
| Data                                                                             | Città                                                                            | In casa                                                                          | Risultato                                                                        | Ospiti                                                                           | Competizione                                                                     | Reti                                                                             | Note                                                                             |
| -------------------------------------------------------------------------------- | -------------------------------------------------------------------------------- | -------------------------------------------------------------------------------- | -------------------------------------------------------------------------------- | -------------------------------------------------------------------------------- | -------------------------------------------------------------------------------- | -------------------------------------------------------------------------------- | -------------------------------------------------------------------------------- |
| 1-8-2012                                                                         | Coventry                                                                         | Giappone olimpica                                                                | 0 – 0                                                                            | Honduras olimpica                                                                | Olimpiadi 2012 - 1º turno                                                        | -                                                                                |                                                                                  |
| Totale                                                                           |                                                                                  | Presenze                                                                         | 1                                                                                |                                                                                  | Reti                                                                             | 0                                                                                |                                                                                  |